# 613. grenadirski polk (Wehrmacht)
613. grenadirski polk (izvirno nemško 613. Grenadier-Regiment; kratica 613. GR) je bil pehotni polk Heera v času druge svetovne vojne.